# U-393
| U-393                      | U-393                                                          | U-393                                                          |
| -------------------------- | -------------------------------------------------------------- | -------------------------------------------------------------- |
|                            |                                                                |                                                                |
|                            |                                                                |                                                                |
|                            |                                                                |                                                                |
| Під прапором               | Третій рейх                                                    | Третій рейх                                                    |
| Спуск на воду              | 15 травня 1943 року                                            | 15 травня 1943 року                                            |
| Виведений зі складу флоту  | 5 травня 1945 року                                             | 5 травня 1945 року                                             |
| Сучасний статус            | затоплений                                                     | затоплений                                                     |
| Проєкт                     |                                                                |                                                                |
| Тип ПЧ                     | Торпедний ДПЧ                                                  | Торпедний ДПЧ                                                  |
| Основні характеристики     |                                                                |                                                                |
| Швидкість (надводна)       | 17,7 вузла                                                     | 17,7 вузла                                                     |
| Швидкість (підводна)       | 7,6 вузла                                                      | 7,6 вузла                                                      |
| Робоча глибина занурення   | 100 м                                                          | 100 м                                                          |
| Гранична глибина занурення | 220 м                                                          | 220 м                                                          |
| Екіпаж                     | 44 особи                                                       | 44 особи                                                       |
| Розміри                    |                                                                |                                                                |
| Довжина найбільша (по КВЛ) | 67,1 м                                                         | 67,1 м                                                         |
| Ширина корпусу найб.       | 6,2 м                                                          | 6,2 м                                                          |
| Висота                     | 9,6 м                                                          | 9,6 м                                                          |
| Середня осадка (по КВЛ)    | 4,70 м                                                         | 4,70 м                                                         |
| Водотоннажність надводна   | 769 т                                                          | 769 т                                                          |
| Озброєння                  |                                                                |                                                                |
| Артилерія                  | одна палубна гармата калібру 88-мм, одна 20-мм зенітна гармата | одна палубна гармата калібру 88-мм, одна 20-мм зенітна гармата |
| Торпедно- мінне озброєння  | 4 носових і один кормовий ТА. 14 торпед або 26 мін             | 4 носових і один кормовий ТА. 14 торпед або 26 мін             |

U-393 — німецький підводний човен типу VIIC, часів  Другої світової війни.
Замовлення на будівництво човна було віддане 20 січня 1941 року. Човен був закладений на верфі суднобудівної компанії «Howaldtswerke AG» у Кілі 8 квітня 1942 року під заводським номером 25, спущений на воду 15 травня 1943 року, 3 липня 1943 року увійшов до складу 5-ї флотилії. Також за час служби входив то складу 24-ї флотилії.
Човен не виконав жодного бойового походу.
Затоплений власним екіпажем 5 травня 1945 року у Фленсбург-фіорді (54°52.8′ пн. ш. 09°37′ сх. д. / 54.8800° пн. ш. 9.617° сх. д.) після завданих човну важких ушкоджень внаслідок американської повітряної атаки 4 травня. 2 члени екіпажу загинули, кількість врятованих невідома.

## Командири підводного човна
- 3 липня 1943 — 30 вересня 1944 — оберлейтенант-цур-зее Альфред Радермахер
- 1 жовтня 1944 — 13 січня 1945 — оберлейтенант-цур-зее Вальтер Ценкер
- 14 січня 1945 — квітень 1945 — оберлейтенант-цур-зее Йоахім Зегер
- квітень 1945 — 4 травня 1945 — оберлейтенант-цур-зее Фрідріх-Георг Геррле